# Famine en Somalie de 1991-1992
 (avril 2018).
Si vous disposez d'ouvrages ou d'articles de référence ou si vous connaissez des sites web de qualité traitant du thème abordé ici, merci de compléter l'article en donnant les références utiles à sa vérifiabilité et en les liant à la section « Notes et références ».

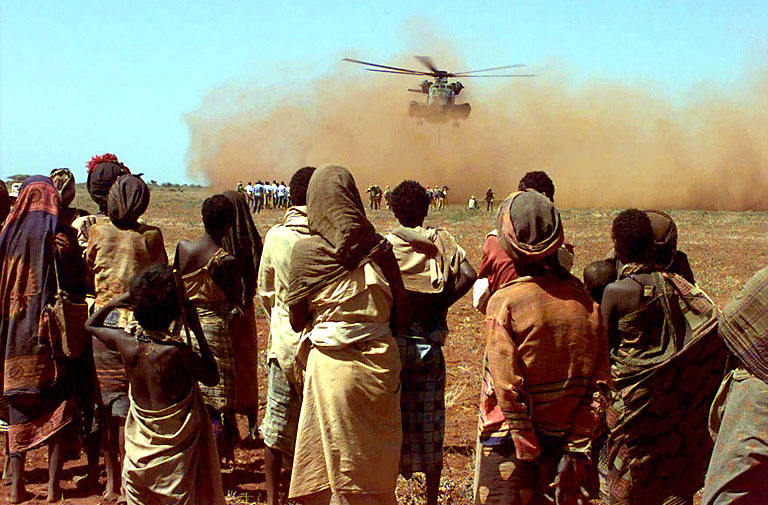
Hélicoptère américain livrant du blé dans le village de Maleel, dans le cadre de l'opération Restore Hope.

La famine en Somalie de 1991-1992 a touché ce pays de la Corne de l'Afrique dans le contexte de la Guerre civile somalienne.

## Causes
La Somalie est, depuis longtemps, un des pays les plus pauvres d'Afrique disposant de maigres ressources naturelles en raison de son environnement aride. 
Le régime de Barre, président arrivé au pouvoir après un coup d’État et destitué juste avant le début de la famine, sont à l'origine d'une grande instabilité alimentaire. Ce dernier néglige les politiques agricoles, s'approprie la plupart des ressources du pays et détourne une grande partie de l'aide alimentaire.
La Somalie était également en proie à une guerre civile encore en cours aujourd'hui. 

## Conséquences
Cette famine a causé la mort de près de 300 000 Somaliens,.